# Basketdomare
En basketdomare är den person som dömer matcher i sporten basket. 
Vid varje match behövs två domare och i större ligor i till exempel Svenska basketligan, europeiska ligor och NBA har man tre domare.[källa behövs]

I Sverige finns det 7 utbildningsnivåer för basketdomare. För att få döma i ungdomsserier i Sverige behöver man ha minst Nivå 1, vilket är det fjärde utbildningssteget.